# أنطونيو جوزيف (فنان)
أنطونيو جوزيف (بالفرنسية: Antonio Joseph)‏ هو فنان ورسام هايتي، ولد في 1921 في باراهونا في جمهورية الدومينيكان، وتوفي في 7 مايو 2016.